# ESO 306-17
ESO 306-17 è un gruppo fossile di galassie situato in direzione della costellazione della Colomba alla distanza di circa 500 milioni di anni luce dalla Terra. Ha un diametro di circa 1 milione di anni luce.
Un gruppo fossile di galassie è costituito da una gigantesca galassia ellittica risultato della fusione delle galassie che originariamente formavano il gruppo.
ESO 306-17 si è verosimilmente originata dalla fusione con galassie vicine con le quali ha interagito gravitazionalmente, in una sorta di "cannibalismo galattico".
Le immagini della galassia mostrano che è circondata da un alone di gas ad alta temperatura e da una grande quantità di materia oscura. Le galassie circostanti visibili nelle immagini di ESO 306-17 sono in realtà poste a distanze diverse e non sono in relazione gravitazionale.